# Julio Baylón
Julio Alberto Temístocles Baylon Aragonés (* 10. September 1950 in Pisco; † 9. Februar 2004) war ein peruanischer Fußballnationalspieler.

## Karriere
Baylon gab sein Debüt bei Alianza Lima. Er wechselte 1973 in die Bundesliga zu Fortuna Köln, konnte aber den Abstieg nicht verhindern. Dort spielte er auch in der 2. Liga. Nach seinem Wechsel zum FC Homburg kehrte er zur Fortuna zurück. Seine Karriere beendete er beim amerikanischen Profiverein Rochester Lancers 1980.  
Für die peruanische Fußballnationalmannschaft spielte er 32 mal, darunter auch bei der Fußball-Weltmeisterschaft 1970 in Mexiko.
Er ist der Vater von Jair Baylón.